# Se vede tot? Tehnic, nu, stați liniștiți
Se vede tot? Tehnic, nu, stați liniștiți este un film românesc din 2016 regizat de Vera Surățel.

## Distribuție
Distribuția filmului este alcătuită din:
- Alexandru Constantin — operator sunet
- Dan Iosif — regizor tehnic
- Diana Miroșu — light designer
- Mihăiță Manea — cabinieră
- Ioșca Viorel Ștefan — mașinist
- Victor Constantin — operator lumini
- Cornela Radu — machieuză
- Dumitru Neagu — recuziter